# Mujo Ulqinaku
Mujo Ulqinaku (Dulcigno, 1896 – Durazzo, 7 aprile 1939) è stato un militare albanese, sergente nella marina militare albanese.

## Biografia
Nato Mujo Cakuli da una povera famiglia di marinai a Dulcigno, nel Principato del Montenegro, da giovanissimo entrò a lavorare come aiutante marinaio. Successivamente entrò nella Regia Marina Albanese, dapprima come aiutante sottufficiale a Scutari e successivamente a Durazzo con il grado di sottufficiale.
Il 7 aprile 1939 quando l'esercito italiano occupò l'Albania, dopo che il re albanese Ahmet Bej Zogu era fuggito insieme con la famiglia, Ulqinaku si mise a capo di un gruppo di marinai rimasti privi di comando e organizzò una linea di difesa a Durazzo. Armato di una sola mitragliatrice riuscì ad infliggere alcune perdite agli italiani prima di venire ucciso dallo scoppio di una granata.

## Monumenti
Per il suo atto di coraggio e per il suo estremo sacrificio venne insignito post mortem del titolo di Eroe del Popolo Albanese. A Durazzo, nel punto in cui venne ucciso, presso il torrione veneziano, sorge un monumento a ricordo del sacrificio di Mujo Ulquinaku.